# ستيفن رايت (دبلوماسي)
ستيفن رايت (بالإنجليزية: Stephen Wright)‏ هو دبلوماسي بريطاني، ولد في 7 ديسمبر 1946.